# Charles Locke Eastlake
Pour les articles homonymes, voir Eastlake.

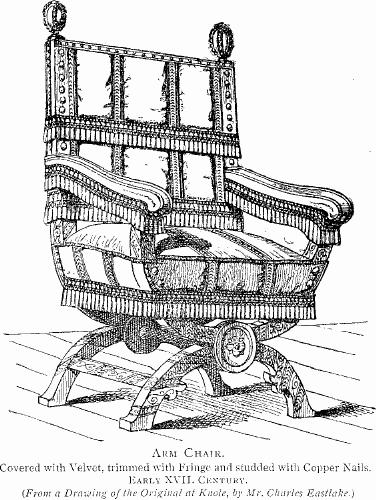
Fauteuil antique dessiné par Charles Eastlake, dont le livre de 1868 sur le mobilier est devenu influent en Grande-Bretagne et aux États-Unis

Charles Locke Eastlake (11 mars 1836 – 20 novembre 1906) est un architecte et designer de meubles britannique.
Son oncle, Charles Lock Eastlake (né en 1793), est conservateur de la National Gallery de 1843 à 1847, et à partir de 1855 son premier directeur, ce qui entraîne une certaine confusion entre les deux hommes, dont les noms ne se distinguent que par la présence ou l'absence d'un « e » dans leur deuxième prénom.
Le style de mobilier qui porte son nom, le Style Eastlake, a prospéré au cours de la seconde moitié du XIXe siècle.
Le mouvement Eastlake, un style d'architecture avec des éléments anciens anglais et gothiques, porte également son nom.

## Biographie
Charles Locke Eastlake est né le 11 mars 1836 à Plymouth au Royaume-Uni.
Il fait son parcours académique à la Westminster School et à la Royal Academy où il découvre un intérêt pour l'architecture, ainsi qu'un talent pour le dessin et la peinture à l'aquarelle.
Eastlake poursuit ses études en voyageant pendant trois ans à travers la France, l'Italie et l'Allemagne, développant sa passion pour la construction et l'architecture médiévales.
Formé par l'architecte Philip Hardwick (1792-1870), il popularise les notions d'arts décoratifs de William Morris dans le style Arts and Crafts, devenant ainsi l'un des principaux représentants du style anglais ancien ou Gothique moderne, populaire au XIXe siècle.
En 1872, il publie A History of the Gothic Revival, où il décrit le renouveau gothique des bâtiments de style architectural gothique anglais construits entre 1820 et 1870. Ce livre a une grande influence sur les revivalistes (adhérents du Grand Réveil) portant un intérêt à restaurer la langue de la tradition gothique en Angleterre.
Bien qu'il ait les qualifications d'un architecte, Eastlake n’exerce pas en tant que tel.
Dans les années 1855 et 1856, il propose plusieurs conceptions architecturales pour un certain nombre de projets, notamment une conception pour l'hôtel de ville de Rugby, mais toutes sont rejetées.
Dans les années qui suivent, Eastlake se concentre plutôt sur le journalisme et sur la conception occasionnelle d'objets d'intérieur et la conception de meubles,. Par ailleurs, Charles Locke Eastlake ne fabriquait pas les meubles qu'il imaginait ; ses créations étaient réalisées par des ébénistes professionnels.

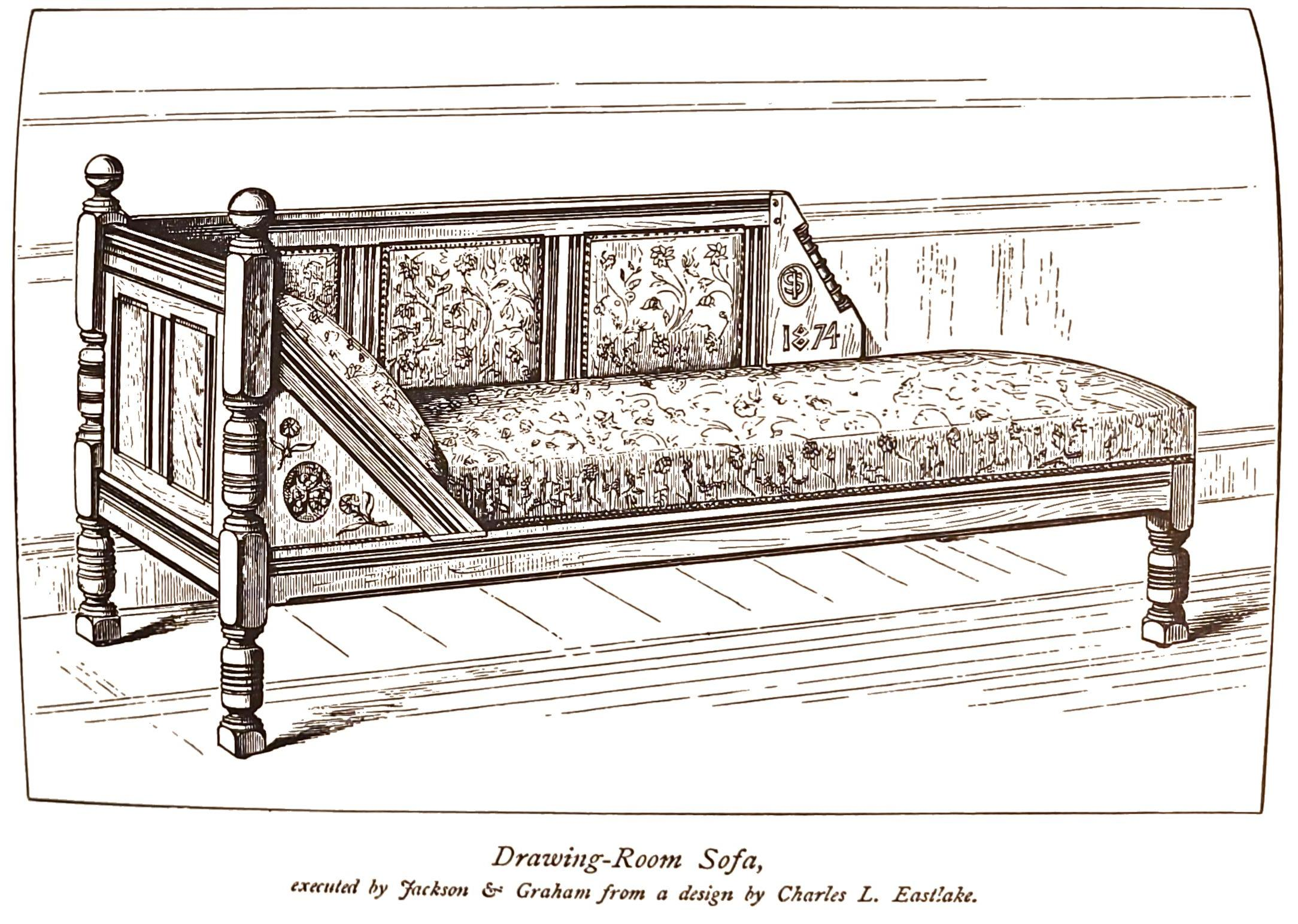
Canapé de salon dessiné par Charles Eastlake représenté dans son livre Hints on Household Taste

En 1868, il publie le livre Hints on Household Taste in Furniture, Upholstery and other Details, qui a une grande influence en Grande-Bretagne, puis aux États-Unis où le livre est publié en 1872.
De 1866 à 1877, il est secrétaire du Royal Institute of British Architects.
De 1878 à 1898, il est conservateur de la National Gallery de Londres.
Il meurt le 20 novembre 1906 à l'âge de 70 ans à Leinster Square, Bayswater, et est enterré à Kensal Green.

## Reconnaissance artistique
À la National Portrait Gallery de Londres, un buste d'Eastlake par John Gibson est conservé.

## Voir également
- Château de Humewood
- Bâton-Eastlake